# SIG Sauer P230
SIG Sauer P230/P232 — пистолет, выпускающийся швейцарско-германской компанией SIG Sauer.
P230 разработан в 1968—1970 гг. в качестве оружия скрытого ношения для сил полиции. Были выпущены образцы под патроны 9×17 Браунинг; 7,65×17 HR Браунинг; 6,35×15,5 HR Браунинг; 9×18 Police-Ultra; .22 LR; а также под советский 9×18 мм ПМ. Модель P232 выпускается с начала 1996 года под патроны .32 ACP или .380 ACP, и отличается от P230 лишь наличием автоматического блокиратора ударника.

## Система
Пистолет работает за счёт автоматики, основанной на свободном ходе затвора. Ударно-спусковая система куркового типа, двойного или одинарного действия. Внешнего механического предохранителя пистолет не имеет.
Вместо этого, у SIG Sauer P232 имеется автоматический предохранитель, который блокирует ударник до нажатия на спуск. Имеется также устройство безопасного снятия курка с боевого взвода, флажок рычага которого находится с левой стороны пистолета.
Внешний рычаг снятия с затворной задержки у пистолета отсутствует, а снятие с затворной задержки осуществляется оттягиванием затвора в крайнее заднее положение с последующим его отпусканием либо при вынутом пустом магазине, либо после замены пустого магазина снаряженным (в последнем случае одновременно происходит и досылание патрона в патронник).
Кнопка защёлки магазина находится снизу пистолетной рукоятки.

## Страны-эксплуатанты
- Япония: Незначительное количество состоит на вооружении в некоторых из департаментов префектурной полиции Японии[яп.] [1][2]. Подавляющая часть являют собою лицензионные копии выпускаемых японской компанией Minebea.[3]
- Ливия[4]
- Швейцария: Состоит на вооружении в самых различных подразделений полиции.[5]
- Великобритания: Состоит на вооружении в Особой воздушной службы (SAS)[6]
- США: Состоит на вооружении в самых различных подразделениях полиции.[5]